# Bishna
Bishna là một thị xã và là nơi đặt ủy ban khu vực quy hoạch (notified area committee) của quận Jammu thuộc bang Jammu và Kashmir, Ấn Độ.

## Nhân khẩu
Theo điều tra dân số năm 2001 của Ấn Độ, Bishna có dân số 9141 người. Phái nam chiếm 55% tổng số dân và phái nữ chiếm 45%. Bishna có tỷ lệ 72% biết đọc biết viết, cao hơn tỷ lệ trung bình toàn quốc là 59,5%: tỷ lệ cho phái nam là 79%, và tỷ lệ cho phái nữ là 64%. Tại Bishna, 11% dân số nhỏ hơn 6 tuổi.